# 10.ª etapa do Giro d'Italia de 2022
A 10.ª etapa do Giro d'Italia de 2022 teve lugar a 17 de maio de 2022 entre Pescara e Jesi sobre um percurso de 196 km. O vencedor foi o eritreio Biniam Girmay da equipa Intermarché-Wanty-Gobert Matériaux, convertendo deste modo no primeiro ciclista de seu país e de raça negra a conseguir um triunfo parcial em toda a história da prova. Por sua vez, o espanhol Juan Pedro López pôde manter a liderança mais uma jornada.

## Classificação da etapa
| Pescara - Jesi | etapa escarpada | (196 km) |

| \| Classificação por etapas \| Classificação por etapas \| Classificação por etapas \| Classificação por etapas \| Classificação por etapas \| \| Ciclista \| Ciclista \| Equipe \| Tempo \| \| \| ------------------------ \| ------------------------ \| ---------------------------------- \| ------------------------ \| ------------------------ \| \| 1. \| Biniam Girmay \| Intermarché-Wanty-Gobert Matériaux \| 4h32m07s \| \| \| 2. \| Mathieu van der Poel \| Alpecin-Fenix \| + 0s \| \| \| 3. \| Vincenzo Albanese \| Eolo-Kometa \| + 0s \| \| \| 4. \| Wilco Kelderman \| Bora-Hansgrohe \| + 0s \| \| \| 5. \| Richard Carapaz \| Ineos Grenadiers \| + 0s \| \| \| 6. \| Koen Bouwman \| Jumbo-Visma \| + 0s \| \| \| 7. \| Romain Bardet \| Team DSM \| + 0s \| \| \| 8. \| Pello Bilbao \| Bahrain Victorious \| + 0s \| \| \| 9. \| João Almeida \| UAE Team Emirates \| + 0s \| \| \| 10. \| Mauro Schmid \| Quick-Step Alpha Vinyl \| + 0s \| \| |                      |                                    |          |
| |                      |                                    |          |
| Fonte: ProCyclingStats |                      |                                    |          |
| Classificação por etapas |                      |                                    |          |
| Ciclista | Ciclista             | Equipe                             | Tempo    |
| 1. | Biniam Girmay        | Intermarché-Wanty-Gobert Matériaux | 4h32m07s |
| 2. | Mathieu van der Poel | Alpecin-Fenix                      | + 0s     |
| 3. | Vincenzo Albanese    | Eolo-Kometa                        | + 0s     |
| 4. | Wilco Kelderman      | Bora-Hansgrohe                     | + 0s     |
| 5. | Richard Carapaz      | Ineos Grenadiers                   | + 0s     |
| 6. | Koen Bouwman         | Jumbo-Visma                        | + 0s     |
| 7. | Romain Bardet        | Team DSM                           | + 0s     |
| 8. | Pello Bilbao         | Bahrain Victorious                 | + 0s     |
| 9. | João Almeida         | UAE Team Emirates                  | + 0s     |
| 10. | Mauro Schmid         | Quick-Step Alpha Vinyl             | + 0s     |

## Classificações ao final da etapa

### Classificação geral(Maglia Rosa)
| \| Classificação geral \| Classificação geral \| Classificação geral \| Classificação geral \| Classificação geral \| \| Ciclista \| Ciclista \| Equipe \| Tempo \| \| \| ------------------- \| ------------------- \| ---------------------------------- \| ------------------- \| ------------------- \| \| 1. \| Juan Pedro López \| Trek-Segafredo \| 42h24m08s \| \| \| 2. \| João Almeida \| UAE Team Emirates \| + 12s \| \| \| 3. \| Romain Bardet \| Team DSM \| + 14s \| \| \| 4. \| Richard Carapaz \| Ineos Grenadiers \| + 15s \| \| \| 5. \| Jai Hindley \| Bora-Hansgrohe \| + 20s \| \| \| 6. \| Guillaume Martin \| Cofidis \| + 28s \| \| \| 7. \| Mikel Landa \| Bahrain Victorious \| + 29s \| \| \| 8. \| Domenico Pozzovivo \| Intermarché-Wanty-Gobert Matériaux \| + 54s \| \| \| 9. \| Emanuel Buchmann \| Bora-Hansgrohe \| + 1m09s \| \| \| 10. \| Pello Bilbao \| Bahrain Victorious \| + 1m22s \| \| |                    |                                    |           |
| |                    |                                    |           |
| Fonte: ProCyclingStats |                    |                                    |           |
| Classificação geral |                    |                                    |           |
| Ciclista | Ciclista           | Equipe                             | Tempo     |
| 1. | Juan Pedro López   | Trek-Segafredo                     | 42h24m08s |
| 2. | João Almeida       | UAE Team Emirates                  | + 12s     |
| 3. | Romain Bardet      | Team DSM                           | + 14s     |
| 4. | Richard Carapaz    | Ineos Grenadiers                   | + 15s     |
| 5. | Jai Hindley        | Bora-Hansgrohe                     | + 20s     |
| 6. | Guillaume Martin   | Cofidis                            | + 28s     |
| 7. | Mikel Landa        | Bahrain Victorious                 | + 29s     |
| 8. | Domenico Pozzovivo | Intermarché-Wanty-Gobert Matériaux | + 54s     |
| 9. | Emanuel Buchmann   | Bora-Hansgrohe                     | + 1m09s   |
| 10. | Pello Bilbao       | Bahrain Victorious                 | + 1m22s   |

### Classificação por pontos(Maglia Ciclamino)
| Classificação por pontos | Classificação por pontos | Classificação por pontos           | Classificação por pontos | Classificação por pontos |
| Ciclista                 | Ciclista                 | Equipe                             | Pontos                   |                          |
| ------------------------ | ------------------------ | ---------------------------------- | ------------------------ | ------------------------ |
| 1.                       | Arnaud Démare            | Groupama-FDJ                       | 151 pts                  |                          |
| 2.                       | Biniam Girmay            | Intermarché-Wanty-Gobert Matériaux | 148 pts                  |                          |
| 3.                       | Mathieu van der Poel     | Alpecin-Fenix                      | 90 pts                   |                          |
| 4.                       | Mark Cavendish           | Quick-Step Alpha Vinyl             | 78 pts                   |                          |
| 5.                       | Giacomo Nizzolo          | Israel-Premier Tech                | 59 pts                   |                          |
| 6.                       | Fernando Gaviria         | UAE Team Emirates                  | 55 pts                   |                          |
| 7.                       | Thomas De Gendt          | Lotto-Soudal                       | 53 pts                   |                          |
| 8.                       | Filippo Tagliani         | Drone Hopper-Androni Giocattoli    | 45 pts                   |                          |
| 9.                       | Caleb Ewan               | Lotto-Soudal                       | 43 pts                   |                          |
| 10.                      | Davide Gabburo           | Bardiani CSF Faizanè               | 38 pts                   |                          |

### Classificação da montanha(Maglia Azzurra)
| Classificação da montanha | Classificação da montanha | Classificação da montanha       | Classificação da montanha | Classificação da montanha |
| Ciclista                  | Ciclista                  | Equipe                          | Pontos                    |                           |
| ------------------------- | ------------------------- | ------------------------------- | ------------------------- | ------------------------- |
| 1.                        | Diego Rosa                | Eolo-Kometa                     | 83 pts                    |                           |
| 2.                        | Koen Bouwman              | Jumbo-Visma                     | 69 pts                    |                           |
| 3.                        | Lennard Kämna             | Bora-Hansgrohe                  | 43 pts                    |                           |
| 4.                        | Jai Hindley               | Bora-Hansgrohe                  | 40 pts                    |                           |
| 5.                        | Wout Poels                | Bahrain Victorious              | 27 pts                    |                           |
| 6.                        | Natnael Tesfatsion        | Drone Hopper-Androni Giocattoli | 26 pts                    |                           |
| 7.                        | Davide Formolo            | UAE Team Emirates               | 25 pts                    |                           |
| 8.                        | Romain Bardet             | Team DSM                        | 21 pts                    |                           |
| 9.                        | Bauke Mollema             | Trek-Segafredo                  | 20 pts                    |                           |
| 10.                       | Eduardo Sepúlveda         | Drone Hopper-Androni Giocattoli | 19 pts                    |                           |

### Classificação dos jovens(Maglia Bianca)
| Classificação dos jovens | Classificação dos jovens | Classificação dos jovens | Classificação dos jovens | Classificação dos jovens |
| Ciclista                 | Ciclista                 | Equipe                   | Tempo                    |                          |
| ------------------------ | ------------------------ | ------------------------ | ------------------------ | ------------------------ |
| 1.                       | Juan Pedro López         | Trek-Segafredo           | 42h24m08s                |                          |
| 2.                       | João Almeida             | UAE Team Emirates        | + 12s                    |                          |
| 3.                       | Thymen Arensman          | Team DSM                 | + 1m27s                  |                          |
| 4.                       | Iván Ramiro Sosa         | Movistar Team            | + 6m55s                  |                          |
| 5.                       | Pavel Sivakov            | Ineos Grenadiers         | + 11m54s                 |                          |
| 6.                       | Mauri Vansevenant        | Quick-Step Alpha Vinyl   | + 13m52s                 |                          |
| 7.                       | Santiago Buitrago        | Bahrain Victorious       | + 17m10s                 |                          |
| 8.                       | Vadim Pronskiy           | Astana Qazaqstan Team    | + 22m12s                 |                          |
| 9.                       | Gijs Leemreize           | Jumbo-Visma              | + 27m08s                 |                          |
| 10.                      | Tobias Foss              | Jumbo-Visma              | + 29m50s                 |                          |

### Classificação por equipas"Super team"
| Classificação por equipes | Classificação por equipes          | Classificação por equipes | Classificação por equipes |
| Equipe                    | Equipe                             | Tempo                     |                           |
| ------------------------- | ---------------------------------- | ------------------------- | ------------------------- |
| 1.                        | Bora-Hansgrohe                     | 27h15m29s                 |                           |
| 2.                        | Bahrain Victorious                 | + 4m17s                   |                           |
| 3.                        | Intermarché-Wanty-Gobert Matériaux | + 5m24s                   |                           |
| 4.                        | Ineos Grenadiers                   | + 14m02s                  |                           |
| 5.                        | Trek-Segafredo                     | + 16m40s                  |                           |
| 6.                        | Team DSM                           | + 17m46s                  |                           |
| 7.                        | Movistar Team                      | + 20m51s                  |                           |
| 8.                        | Jumbo-Visma                        | + 24m01s                  |                           |
| 9.                        | Astana Qazaqstan Team              | + 30m47s                  |                           |
| 10.                       | UAE Team Emirates                  | + 33m49s                  |                           |

## Abandonos
Nenhum.